# ChipTest
ChipTest war ein Schachrechner, der ab 1985 durch Feng-hsiung Hsu, Thomas Anantharaman und Murray Campbell an der Carnegie Mellon University in Pittsburgh entwickelt wurde und 1987 die Nordamerikanische Computerschachmeisterschaft gewann.

## Geschichte
ChipTest nutzte eine Hardware-„Maschine“, die auf schnelle Brute Force (deutsch „rohe Gewalt“) statt auf intelligente Algorithmen setzte und ähnelte darin anderen Schachrechnern seiner Zeit, wie Bebe, Belle oder HiTech. Zu letzterem, der an derselben Universität durch Hans Berliner und sein Team entwickelt wurde, stand ChipTest in direkter Konkurrenz.
Mit 400.000 Stellungen pro Sekunde, die ChipTest berechnete, war er deutlich schneller als die anderen (Belle mit 180.000 und HiTech mit 250.000) – damals, im Jahr 1988, ein neuer Rekord. Diese Zahl wurde durch die weiterentwickelte Version von ChipTest, die Deep Thought genannt wurde, mit einer Million Stellungen pro Sekunde noch einmal deutlich übertroffen.
Als direkter Vorläufer, sozusagen „Vater“ von Deep Thought, kann ChipTest somit als „Großvater“ von Deep Blue aufgefasst werden, dem Supercomputer, der 1996 Schachweltmeister Garri Kasparow in einer Partie mit regulären Zeitkontrollen schlug und ihn 1997 im historischen Wettkampf über sechs Partien unter Turnierbedingungen besiegte.